# Reprezentacja Wenezueli w baseballu kobiet
Reprezentacja Wenezueli w baseballu kobiet należy do Federación Venezolana de Béisbol, która jest członkiem Confederación Panamericana de Béisbol. W rankingu IBAF zajmuje 5. miejsce.
Wenezuelska żeńska reprezentacja zdobyła złoty medal na mistrzostwach panamerykańskich. Na Mistrzostwach Świata w Baseballu w 2010 zajęła 4. miejsce.